# ベスト・ファーザー イエローリボン賞
ベスト・ファーザー イエローリボン賞は『素敵なお父さん』とされた著名人に贈られる賞。
主催は日本メンズファッション協会（略：MFU）と日本ファーザーズ・デイ委員会（略：FDC）。父の日（6月第3日曜日）の数日前に発表・授賞式が行われる。
また、この賞から派生したベスト・ファーザー賞 in 関西（旧：ベスト・プラウド・ファーザー賞）についてもこの記事で扱う。こちらの賞の主催は日本生活文化推進協議会（略：JLCA）。

## 歴代受賞者

### 第1回 - 第20回
| 回              | ベスト・ファーザー | ベスト・ファーザー | ベスト・ファーザー   | ベスト・ファーザー | ベスト・ファーザー | ベスト・ファーザー | 特別賞                     |
| --------------- | ------------------ | ------------------ | -------------------- | ------------------ | ------------------ | ------------------ | -------------------------- |
| 第1回 (1982年)  | 伊丹十三           | 川津祐介           | 菅原洋一             | 藤島利彰           |                    |                    | テリー・ウィットフィールド |
| 第2回 (1983年)  | 岡田真澄           | 神津善行           | 関口宏               | 長嶋茂雄           | 浜村淳             |                    |                            |
| 第3回 (1984年)  | 本田宗一郎         | 加藤芳郎           | 畑正憲               | 二谷英明           | 宍戸錠             |                    | ケント・ギルバート         |
| 第4回 (1985年)  | 青島幸男           | 鈴木健二           | 手塚治虫             | 三浦雄一郎         | 牟田悌三           | 小林克也           | クロード・チアリ           |
| 第5回 (1986年)  | 細川隆一郎         | 篠沢秀夫           | 山本直純             | 逸見政孝           | 井筒昭男           | 北島忠治           |                            |
| 第6回 (1987年)  | 西川きよし         | 唐津一             | 椎名誠               | 武田鉄矢           | 菅原孝             | 青田昇             |                            |
| 第7回 (1988年)  | 石原慎太郎         | ジェームス三木     | 尾上菊五郎           | 高島忠夫           | 長江裕明           |                    |                            |
| 第8回 (1989年)  | 中内㓛             | 大島渚             | 木村太郎             | 津川雅彦           | 千代の富士貢       |                    |                            |
| 第9回 (1990年)  | 内田健三           | 立松和平           | 徳光和夫             | 板東英二           | 江戸家小猫         | 武邦彦             |                            |
| 第10回 (1991年) | 奈良久彌           | 倉本聡             | 中村勘九郎           | 王貞治             | 三浦友和           |                    |                            |
| 第11回 (1992年) | 橋本大二郎         | 妹尾河童           | 服部克久             | 加山雄三           | 菅原文太           | 南将之             |                            |
| 第12回 (1993年) | 海部俊樹           | 松岡功             | 森進一               | ケント・デリカット | 谷口浩美           |                    |                            |
| 第13回 (1994年) | 稲盛和夫           | 千宗室             | アントン・ウィッキー | 山下頼充           | 高橋英樹           | 村田兆治           |                            |
| 第14回 (1995年) | 岡田卓也           | 平山郁夫           | 山際淳司             | 辰己琢郎           | 鈴木宣之           | 二子山利彰         |                            |
| 第15回 (1996年) | 高秀秀信           | 茂木友三郎         | 毛利衛               | 間寛平             | ジーコ             | 谷澤忠彦           |                            |
| 第16回 (1997年) | 平松守彦           | 福原義春           | 堀田力               | 松本幸四郎         | 赤井英和           | 篠塚建次郎         |                            |
| 第17回 (1998年) | 土屋義彦           | 金井務             | 中村橋之助           | 村上弘明           | 岡田武史           |                    |                            |
| 回              | 政治部門           | 経済部門           | 学術部門             | 文化部門           | 芸能部門           | スポーツ部門       | 特別賞                     |
| 第18回 (1999年) | 小渕恵三           | 鍵山秀三郎         |                      | 大賀典雄           | 竹中直人           | 掛布雅之           | タケカワユキヒデ           |
| 第18回 (1999年) | 小渕恵三           | 鍵山秀三郎         | 薬丸裕英             | 大賀典雄           |                    | 掛布雅之           | タケカワユキヒデ           |
| 第19回 (2000年) | 河野洋平           | 土屋嶢             | 千本倖生             | 草野仁             | 津川雅彦           | 藤島勝             |                            |
| 第20回 (2001年) | 北川正恭           | カルロス・ゴーン   | 竹中平蔵             | 羽生善治           | 保坂尚輝           | 奥寺康彦           |                            |

### 第21回 - 第40回
| 回              | 政治部門           | 経済部門           | 学術・文化部門 | 芸能部門            | スポーツ部門           | 特別賞                   |
| --------------- | ------------------ | ------------------ | -------------- | ------------------- | ---------------------- | ------------------------ |
| 第21回 (2002年) | ツルネン・マルティ | ツルネン・マルティ | 鈴木光司       | 関根勤              | 川淵三郎               | 長谷川鴻                 |
| 第22回 (2003年) | 浅野史郎           | 井植敏             | 野村万作       | 藤井フミヤ          | 貴乃花光司             |                          |
| 第22回 (2003年) | 浅野史郎           | 井植敏             | 野村万作       | 岩城滉一            | 貴乃花光司             |                          |
| 第23回 (2004年) | 増田宗昭           | 増田宗昭           | 江川達也       | 西田敏行            | 舞の海秀平             |                          |
| 第23回 (2004年) | 増田宗昭           | 増田宗昭           | 江川達也       | 哀川翔              | 舞の海秀平             |                          |
| 第24回 (2005年) | 片山善博           |                    | 御手洗冨士夫   | 中村雅俊            | 宮里優                 |                          |
| 第24回 (2005年) | 片山善博           | 齋藤孝             | グッチ裕三     |                     | 宮里優                 |                          |
| 第25回 (2006年) | 小坂憲次           | 渡邉美樹           | 橋下徹         | 柳葉敏郎            | 坂口征二               |                          |
| 第26回 (2007年) | 中田宏             | 高須武男           | 佐藤弘道       | 時任三郎            | 横峯良郎               |                          |
| 第27回 (2008年) | 伊藤喜平           | 清野智             | 石田衣良       | 仲村トオル          | 山本博                 |                          |
| 第28回 (2009年) | 西川一誠           | 小野寺正           | 鎌田實         | つるの剛士          | 宮﨑大輔               | チャールズ・ベスフォード |
| 第29回 (2010年) | 原口一博           | 似鳥昭雄           | 榊原英資       | 佐藤隆太            | 野口健                 |                          |
| 第29回 (2010年) | 渡辺喜美           | 似鳥昭雄           | 榊原英資       | 佐藤隆太            | 野口健                 |                          |
| 第30回 (2011年) | 富山幹太郎         | 富山幹太郎         | 川口淳一郎     | 中山秀征            | 佐々木健介             |                          |
| 第30回 (2011年) | 富山幹太郎         | 富山幹太郎         | 川口淳一郎     | 杉浦太陽            | 佐々木健介             |                          |
| 第31回 (2012年) | 達増拓也           | 喜田哲弘           | 中村勘九郎     | 田辺誠一            | 中村俊輔               | ラファエロ・ナポレオーネ |
| 第31回 (2012年) | 達増拓也           | 喜田哲弘           | 中村勘九郎     | 恵俊彰              | 中村俊輔               | ラファエロ・ナポレオーネ |
| 第32回 (2013年) | 福島保             | 福島保             | 野村萬斎       | 生瀬勝久            | 白石康次郎             |                          |
| 第32回 (2013年) | 福島保             | 福島保             | 野村萬斎       | 土田晃之            | 白石康次郎             |                          |
| 第33回 (2014年) | 大村秀章           | 木瀬輝雄           | 宮藤官九郎     | 原口あきまさ        | 村田諒太               | 山本尚徳                 |
| 第34回 (2015年) | 石橋良治           | 日野晃博           | 若田光一       | ヒロミ              | 大竹秀之               |                          |
| 第34回 (2015年) | 石橋良治           | 日野晃博           | 若田光一       | 照英                | 大竹秀之               |                          |
| 第35回 (2016年) | 鈴木英敬           | 大岡新一           | 小堀宗実       | ユージ              | 上原浩治               |                          |
| 第35回 (2016年) | 鈴木英敬           | 大岡新一           | 小堀宗実       | ユージ              | 棚橋弘至               |                          |
| 第36回 (2017年) | 平井伸治           | 佐々木典夫         | 市川海老蔵     | はなわ              | 大久保嘉人             |                          |
| 第37回 (2018年) | 吉田一平           | 上野金太郎         | 林家たい平     | ダイアモンド✡ユカイ | 山中慎介               |                          |
| 第38回 (2019年) | 鈴木恒夫           | 入山章栄           | 武田双雲       | 佐藤二朗            | アンドレス・イニエスタ |                          |
| 第39回 (2020年) | 長谷部健           | 長谷部健           |                | 藤木直人            | 田中史朗               |                          |
| 第40回 (2021年) | 伊澤史朗           | 岩元美智彦         | 小川洋利       | 谷原章介            | 中村憲剛               |                          |

### 第41回 -
| 回              | 政治部門   | 経済部門 | 学術・文化部門 | 芸能部門 | スポーツ部門 | 特別賞   |
| --------------- | ---------- | -------- | -------------- | -------- | ------------ | -------- |
| 第41回 (2022年) | 北原睦郎   | 北原睦郎 | 野口聡一       | 滝藤賢一 | 長友佑都     |          |
| 第41回 (2022年) | 北原睦郎   | 北原睦郎 | 野口聡一       | 滝藤賢一 | 渡部暁斗     |          |
| 第42回 (2023年) | 五十嵐立青 | 数原滋彦 | 桂宮治         | 高橋克典 | 武藤敬司     |          |
| 第43回 (2024年) | 飯塚榮一   | 飯塚榮一 | 鈴木おさむ     | 石原良純 | 内田篤人     |          |
| 第43回 (2024年) | 瀧井傳一   |          | 鈴木おさむ     | 石原良純 | 内田篤人     |          |
| 第43回 (2024年) | 芳井敬一   |          | 鈴木おさむ     | 石原良純 | 内田篤人     |          |
| 第44回 (2025年) | 大野元裕   | 宮崎悌二 |                | DAIGO    | 原晋         | 坂本雅俊 |

1. ↑  藤門弘も第5回の受賞者であったが、2024年5月31日付で除名となっている[1]。
2. ↑  三菱総合研究所社長
3. ↑  NHK千葉放送局局長
4. ↑  プロ野球・イチローの父親
5. ↑  ルネス学園代表理事
6. ↑  東京都三宅村村長
7. ↑  プロゴルフ・宮里聖志、宮里優作、宮里藍の父親
8. ↑  長野県下條村村長
9. ↑  ミリアルリゾートホテルズ代表取締役副社長、東京ディズニーランドホテル総支配人
10. ↑  ピッティ・イマジネ（英語版）CEO
11. ↑  ベネッセホールディングス代表取締役長
12. ↑  TOTO取締役相談役
13. ↑  ピッツェリア エ トラットリア ダ イーサ・オーナー
14. ↑  「MFU推薦枠」として
15. ↑  島根県邑南町町長
16. ↑  遠州茶道宗家 十三世家元
17. ↑  四季（劇団四季）代表取締役会長、一般財団法人舞台芸術センター代表理事
18. ↑  福島県双葉町町長
19. ↑  大同生命保険代表取締役社長
20. ↑  三菱鉛筆代表取締役社長
21. ↑  サイボー代表取締役社長
22. ↑  牛乳石鹼共進社代表取締役社長
23. ↑  実子はいないが、指導を務める大学寮に夫婦で住み込み、「アスリートたちの父親」として選出に至っている[18]。
24. ↑  アルプロン代表取締役

### ベスト・ネクタイスト賞
ベスト・ネクタイスト賞（ベスト・ネクタイスト アワード）は、MFUに所属する東京ネクタイ協同組合（日本ネクタイ組合連合会）が設定する「ネクタイ姿の凛々しいお父さん」に贈る賞で、ベスト・ファーザーの受賞者の中から表彰者が選ばれる。ネクタイストはネクタイをしている人という意味の組合による造語。
イエローリボン賞の第28回発表・授賞式より、同式内で発表と表彰が行われるようになった。ベスト・ネクタイスト賞の受賞とならなくても、ベスト・ファーザーの受賞者全員にネクタイが配られる。

#### 歴代受賞者（ネクタイスト）
| - 第1回（2009年） 西川一誠 - 第2回（2010年） 原口一博、渡辺喜美 - 第3回（2011年） 中山秀征 - 第4回（2012年） 恵俊彰 - 第5回（2013年） 福島保、土田晃之 - 第6回（2014年） 大村秀章、村田諒太 - 第7回（2015年） 石橋良治、ヒロミ - 第8回（2016年） 鈴木英敬、棚橋弘至 | - 第9回（2017年） 佐々木典夫、大久保嘉人 - 第10回（2018年） 山中慎介 - 第11回（2019年） 入山章栄、佐藤二朗 - 第12回（2020年） 長谷部健、藤木直人 - 第13回（2021年） 岩元美智彦、谷原章介 - 第14回（2022年） 北原睦朗、滝藤賢一 - 第15回（2023年） 数原滋彦、高橋克典 - 第16回（2024年） 芳井敬一、石原良純 |

### スマイルひまわり賞
タキイ種苗より「笑顔が素敵なお父さん」に贈られる。

#### 歴代受賞者（スマイルひまわり）
| - 2021年 谷原章介 - 2022年 滝藤賢一、長友佑都 - 2023年 高橋克典 - 2024年 内田篤人 - 2025年 DAIGO |

## ベスト・ファーザー賞 in 関西
2007年にFDC内部でFDC IN実行委員会が発足され、全国を対象としたイエローリボン賞と別に関西にゆかりのある人物に密着した地域版『ベスト・ファーザー賞 in 関西』の表彰を開始した。元々は関西のみならず他の地方にも密着する目的で、FDC IN補足前の2006年に『in 東北』を実施、発足後に『in 東北』『in 九州』を各1回実施していた。また、2008年からはプロ野球界にも密着した『ベスト・ファーザー イエローリボン賞 in「プロ野球部門」』の表彰を開始した。
イエローリボン賞と同じくMFUとの合同の事業として表彰が行われてきたが、2013年に日本生活文化推進協議会（略：JLCA）が設立され、『in 関西』と『in「プロ野球部門」』はイエローリボン賞から独立してJLCAの事業として表彰されるようになった。また、呼称もそれぞれ『ベスト・プラウド・ファーザー賞 in 関西』『ベスト・プラウド・ファーザー in「プロ野球部門」』に改称された。なお、2018年からは再び名称が『ベスト・ファーザー賞 in 関西』に戻っており、2014年以降は『in 関西』のみ実施している（2020年は実施せず）。

### 歴代受賞者（in 関西）
| 回              | 政治部門   | 経済部門   | 学術部門     | 文化部門             | スポーツ部門   | 芸能部門   | ものづくり部門 | 一般部門   | 特別部門               |
| --------------- | ---------- | ---------- | ------------ | -------------------- | -------------- | ---------- | -------------- | ---------- | ---------------------- |
| 第1回 (2007年)  | 葛西得男   |            | 河崎善一郎   | ジェフ・バーグランド | 矢野輝弘       | 岡田圭右   | 喜多俊之       | 宮本恒明   | 森田眞利               |
| 第2回 (2008年)  | 山田啓二   | 吉川秀隆   | 山田修       | 山田修               |                | 内藤剛志   | 青木豊彦       | 山形和行   | シュレック             |
| 第3回 (2009年)  | 門川大作   | 水野明人   | 隂山英男     | 桂米團治             | 朝原宣治       | 円広志     | 島正博         | 小林政仁   | ソニー教育財団         |
| 第4回 (2010年)  | 荒井正吾   | 佐藤茂雄   | 松澤佑次     | 徳岡邦夫             | 長谷川穂積     | 谷村新司   |                | 田中博     | 東尾修                 |
| 第5回 (2011年)  | 牧野明次   | 牧野明次   | 山村若       | 山村若               | 大畑大介       | 山口智充   | 高丸正         |            | 間寛平                 |
| 第6回 (2012年)  | 山中健     | 山本梁介   | 大橋博       | 辛坊治郎             | 遠藤保仁       | トミーズ雅 | 大田忠道       | 森本啓一   |                        |
| 第7回 (2013年)  | 鳥井信吾   | 鳥井信吾   | 笹岡隆甫     | 笹岡隆甫             | 岡田彰布       | 田中直樹   | 辰馬章夫       | 太田義昭   | 安藤勝己               |
| 第8回 (2014年)  | 中山泰秀   | 井上礼之   | 中村翫雀     | 中村翫雀             | 織田信成       | 月亭八方   | 小山進         | 山本達也   | 吉本興業 PaPaPARK!     |
| 第9回 (2015年)  | 仁坂吉伸   | 西村貞一   |              | 白鵬翔               | 山中慎介       | 森脇健児   |                | 喜多勲     | 杉良太郎               |
| 第10回 (2016年) | 吉村洋文   | 村尾和俊   | 竹本住大夫   | 竹本住大夫           | 篠原信一       | 中川剛     | 小瀬昉         | 山中信彦   | 清水健                 |
| 第10回 (2016年) | 吉村洋文   | 村尾和俊   | 竹本住大夫   | 竹本住大夫           | 篠原信一       | 中川礼二   | 小瀬昉         | 山中信彦   | 清水健                 |
| 第11回 (2017年) | 三日月大造 | 宮内義彦   |              |                      | 福永祐一       | 藤本敏史   | 矢崎和彦       | 宇治原志郎 | 三輪光                 |
| 第12回 (2018年) |            | 黒田章裕   | 山極壽一     | 松本秀作             | 永島昭浩       | 遠藤章造   | 山口浩         | 菅生新     | 星野仙一               |
| 第13回 (2019年) | 後藤圭二   | 鴻池一季   | 辻󠄀芳樹       | 辻󠄀芳樹               | 森島寛晃       | こいで     | 佐伯保信       | 木本努     | アンドレス・イニエスタ |
| 第14回 (2021年) | 泉房穂     | 尾崎裕     | 澤芳樹       | 今井徹               | 清原和博       | 石井亮次   |                |            |                        |
| 第15回 (2022年) | 末松信介   | 三木谷浩史 | 梅田隆司     | 桐竹勘十郎           | 岩田稔         | 辰巳琢郎   |                | 宇田秀生   |                        |
| 第16回 (2023年) |            | 手代木功   | 絹谷幸二     | 山根大助             | ダルビッシュ有 | 西川きよし |                | 阿部浩二   |                        |
| 第17回 (2024年) | 石井登志郎 | 佐口敏康   | ウスビ・サコ |                      | 加地亮         | 杉浦太陽   | 木村皓一       |            |                        |
| 第18回 (2025年) | 横山英幸   | 難波正人   | 磯田道史     |                      | 星野伸之       | 宮川大助   | 増田徳兵衞     |            |                        |
| 第18回 (2025年) | 横山英幸   | 難波正人   | 磯田道史     | 山邑太左衛門         | 星野伸之       | 宮川大助   |                |            |                        |

1. ↑  第1回と第2回は特別賞
2. ↑  アップリカ葛西社長
3. ↑  元・関西電力常務取締役、造幣局監事、プロサッカー選手・宮本恒靖の父親
4. ↑  京都おやじの会 連絡会会長
5. ↑  タカラベルモント代表取締役社長
6. ↑  大阪産業大学教授
7. ↑  アオキ代表取締役
8. ↑  ミズノ代表取締役社長
9. ↑  お笑いコンビ・ハイヒールのモモコの夫
10. ↑  京都吉兆嵐山本店総料理長
11. ↑  プロ野球・田中将大の父親
12. ↑  「ベスト・ファーザー オブ ザ ブライド」として
13. ↑  高丸工業代表取締役社長
14. ↑  スーパーホテル会長
15. ↑  アメリカ村の会相談役
16. ↑  辰馬本家酒造代表取締役会長
17. ↑  フェンシング・太田雄貴の父親
18. ↑  アイドルグループ・NMB48の山本彩の父親
19. ↑  サクラクレパス代表取締役会長
20. ↑  アナウンサー・喜多ゆかりの父親
21. ↑  ハウス食品グループ本社会長
22. ↑  障害者短期入所施設みずほの家代表
23. ↑  元・パナソニック電工副社長、お笑いコンビ・ロザンの宇治原史規の父親
24. ↑  飾磨工業高校柔道部顧問
25. ↑  ダイコロ代表取締役社長
26. ↑  俳優・菅田将暉の父親
27. ↑  学校法人辻󠄀料理学館理事長、辻󠄀調理師専門学校校長
28. ↑  大起水産代表取締役会長
29. ↑  Tn取締役、NPO法人京都いえのこと勉強会理事長
30. ↑  今井代表取締役
31. ↑  「スポーツ部門 特別賞」として
32. ↑  「メディア部門」として
33. ↑  2020年東京パラリンピックトライアスロン(PTS4)銀メダリスト
34. ↑  ポンテベッキオグループオーナーシェフ
35. ↑  柔道家・阿部一二三、阿部詩の父親
36. ↑  グンゼ代表取締役社長
37. ↑  竹中工務店代表取締役会長
38. ↑  増田德兵衞商店代表取締役会長
39. ↑  櫻正宗代表取締役社長

### 歴代受賞者（in「プロ野球部門」）
| 回             | 巨人                 | ヤクルト | DeNA (横浜) | 中日                | 阪神              | 広島     | 日本ハム         | 楽天              | 西武              | ロッテ              | オリックス | ソフトバンク     | 特別賞                    |
| -------------- | -------------------- | -------- | ----------- | ------------------- | ----------------- | -------- | ---------------- | ----------------- | ----------------- | ------------------- | ---------- | ---------------- | ------------------------- |
| 第1回 (2008年) | 小笠原道大           | 宮本慎也 | 石井琢朗    | 中村紀洋            | 藤川球児          | 緒方孝市 | ライアン・グリン | 山﨑武司          | 渡辺久信 （監督） | 堀幸一              | 北川博敏   | 和田毅           |                           |
| 第2回 (2009年) | アレックス・ラミレス | 石川雅規 | 工藤公康    | 川相昌弘 （コーチ） | 桧山進次郎        | 栗原健太 | 金子誠           | 野村克也 （監督） | 石井一久          | 井口資仁            | 加藤大輔   | 杉内俊哉         |                           |
| 第3回 (2010年) | 鈴木尚広             | 館山昌平 | 村田修一    | 和田一浩            | 新井貴浩          | 高橋建   | 髙橋信二         | 川岸強            | 中村剛也          | 西村徳文 （コーチ） | 田口壮     | ホセ・オーティズ | 木村拓也 （巨人・コーチ） |
| 第4回 (2011年) |                      |          |             |                     | 真弓明信 （監督） |          |                  |                   |                   |                     |            |                  |                           |
| 第5回 (2013年) |                      |          | 三浦大輔    |                     |                   |          |                  |                   |                   |                     |            | 松田宣浩         |                           |

### 歴代受賞者（in 東北）
| 回             | 政治部門 | 経済部門   | 文化部門 | 芸能部門     | スポーツ部門 | 一般部門 |
| -------------- | -------- | ---------- | -------- | ------------ | ------------ | -------- |
| 第1回 (2006年) | 齋藤弘   | 大山健太郎 |          |              | 岩隈久志     | 荒川晃市 |
| 第1回 (2006年) | 齋藤弘   | 藤崎三郎助 | 佐藤豊   |              | 岩隈久志     |          |
| 第2回 (2007年) | 村井嘉浩 | 辻良之     | 武藤順九 | 高橋ジョージ | 福盛和男     | 斎藤恭紀 |
| 第2回 (2007年) | 村井嘉浩 | 辻良之     | 武藤順九 | 高橋ジョージ | 福盛和男     | 阿部靖彦 |

1. ↑  フィギュアスケート・荒川静香の父親
2. ↑  藤崎社長
3. ↑  早進ゼミ塾長
4. ↑  辻浜商事社長
5. ↑  東北福祉大学ゴルフ部監督

### 歴代受賞者（in 九州）
| 回             | 政治部門 | 経済部門 | 文化部門 | 芸能部門 | スポーツ部門 | 一般部門 |
| -------------- | -------- | -------- | -------- | -------- | ------------ | -------- |
| 第1回 (2007年) | 古川康   | 江夏順行 | 沈壽官   | 榎木孝明 | 松中信彦     | 大山晃   |
| 第1回 (2007年) | 古川康   | 江夏順行 | 沈壽官   | 榎木孝明 | 松中信彦     | 河原成美 |

1. ↑  プロゴルフ・大山志保の父親